# Francisco González Chermá
Francisco González Chermá (Castelló de la Plana, 1832 - 1896) fou un empresari, periodista i polític valencià, primer líder republicà de Castelló.

## Biografia
Heretà del seu pare un dels principals tallers de calçat de Castelló. També tocava el violí. Començà militant a la secció demòcrata del Partit Progressista, i el 1862 va presidir el Comitè Democràtic de Castelló, de manera que va participar els intents colpistes de Joan Prim i Prats al País Valencià de 1862 i 1868. A causa de la seua participació en l'alçament de 1867, fou detingut i condemnat a mort en un consell de guerra, però gràcies a la mediació de Ruperto Gasset Mesina (pare de Fernando Gasset Lacasaña) li fou commutada per 20 anys de presó. Fou enviat a la presó de Tarragona per a complir la condemna, però el triomf de la revolució de 1868 li va valdre l'amnistia i formà part de la Junta Revolucionària de Castelló. Formà part aleshores del Partit Republicà Democràtic Federal, vencedor de les eleccions municipals de Castelló de desembre de 1869 i gràcies a les quals el gener de 1869 fou escollit per votació popular alcalde de Castelló. Alhora, fou diputat a Corts pel districte de Castelló de la Plana a les eleccions generals espanyoles de 1871, abril de 1872, agost de 1872 i 1873.
Fou un dels signants del Pacte de Tortosa (maig de 1869) en representació de Castelló, però el juliol de 1873 abandonà el partit per discrepàncies amb Francesc Pi i Margall. Aleshores s'arrenglerà amb el sector més intransigent del republicanisme federalista i participà en la revolta cantonalista de Castelló de la Plana. Després de la fi de la Primera República Espanyola (1874) es dedicà al periodisme, dirigint els diaris El Centinela Federal, El Clamor, El Clamor de la Democracia i El Clamor de Castellón. El 1881 abandonà el federalisme i va adherir-se al manifest de Manuel Ruiz Zorrilla i Nicolás Salmerón. A les eleccions generals espanyoles de 1891 fou escollit novament diputat del Partit Republicà Progressista per Castelló.